# Вега, Ренни
Ренни Висенте Вега Эрнандес (исп. Renny Vicente Vega Hernández; 4 июля 1979, Маракай) — венесуэльский футболист, вратарь. Выступал за сборную Венесуэлы.

## Биография

### Клубная карьера
В 18-летнем возрасте перешёл в молодёжный состав итальянского «Удинезе», но через год вернулся на родину. Начал играть на взрослом уровне в клубе «Депортиво ИталЧакао», в котором провёл четыре сезона, был основным вратарём команды. Затем выступал за несколько разных клубов, также игравших в чемпионате Венесуэлы.
В 2007 году перешёл в турецкий «Бурсаспор». Дебютный матч в чемпионате Турции сыграл 12 августа 2007 года против «Денизлиспора». Был основным вратарём своего клуба и сыграл за сезон 22 матча. Летом 2008 года перешёл в «Денизлиспор», но не выдержал конкуренции с молодым Дженком Гёненом. За новую команду сыграл три игры в Кубке Турции и только один матч в чемпионате страны — 29 ноября 2008 года в игре против «Эскишехирспора» вышел на замену в перерыве при счёте 3:1, в итоге его команда проиграла 3:4. Уже через две недели контракт с ним был расторгнут.
После возвращения в Венесуэлу несколько лет выступал за «Каракас», в его составе становился чемпионом Венесуэлы в сезонах 2008/09 и 2009/10. В 2012 году на правах аренды играл в чемпионате Чили за «Коло-Коло», где поначалу был дублёром Франсиско Прието, но со временем вытеснил его из состава и 6 мая 2012 года сыграл свой дебютный матч.
Сезон 2015/16 провёл в чемпионате Португалии за «Униан Мадейра», но не был основным игроком и вышел на поле только один раз — 10 ноября 2015 года в игре против «Браги». В последние годы карьеры также выступал на родине за клубы «Депортиво Ла Гуайра», «Депортиво Ансоатеги» и «Сулия». В июне 2017 года объявил о завершении карьеры.

### Карьера в сборной
В 1999 году был признан лучшим игроком молодёжного турнира первого дивизиона Венесуэлы, после этого в 20-летнем возрасте получил вызов в национальную сборную и вошёл в состав на Кубок Америки 1999 года. Дебютный матч за сборную сыграл в первом туре соревнований, 30 июня 1999 года против Бразилии (0:7), а всего сыграл два матча на турнире. В 2001 году тоже был в составе сборной на Кубке Америки, но на поле не выходил. В 1999 и 2001 годах сыграл в общей сложности 9 матчей за национальную команду, затем до 2006 года не выступал за сборную.
Снова был вызван в сборную в 2006 году и стал основным вратарём национальной команды. В 2007 году участвовал во всех четырёх матчах домашнего Кубка Америки. В 2011 году выходил на поле во всех шести матчах и помог своей команде добиться наивысшего успеха в истории — четвёртого места. В игре группового этапа против Парагвая на 89-й минуте при счёте 2:3 пришёл в штрафную соперника и отдал голевой пас Грендди Перосо.
Последний матч за сборную провёл 7 июня 2013 года против Боливии, продолжал вызываться в команду до 2014 года. Всего на счету вратаря 66 матчей (по другим данным — 61) за национальную команду.

## Достижения
- Чемпион Венесуэлы: 2008/09, 2009/10
- Обладатель Кубка Венесуэлы: 2009/10, 2014/15

## Личная жизнь
Отец, Висенте Вега, тоже был вратарём, пятикратный чемпион Венесуэлы в 1970-е годы в составе клуба «Португеса».